# Lagrange-pont

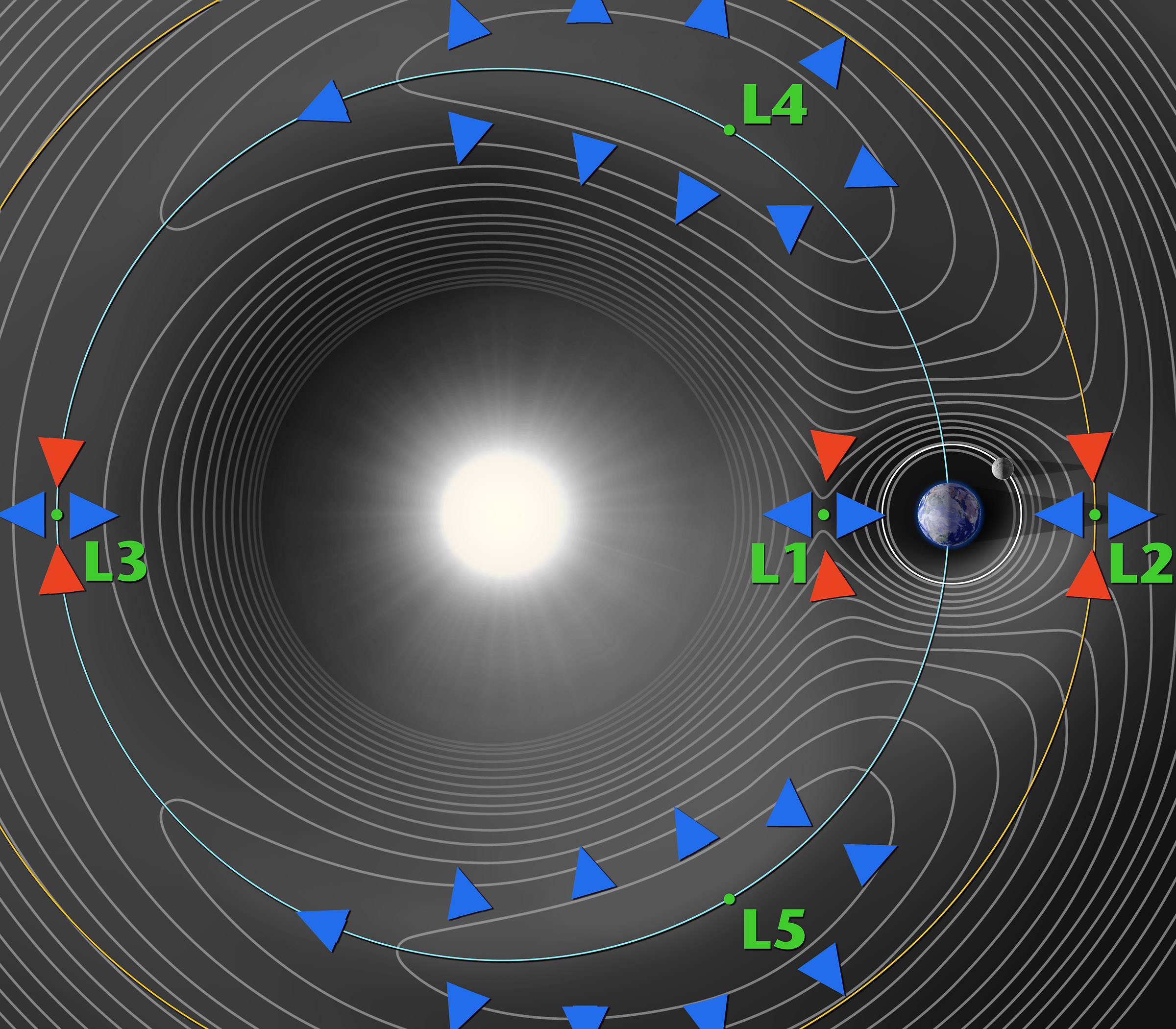
A Nap-Föld rendszer öt Lagrange-pontja. A nyilak a gravitációs helyzeti energia növekvő irányába mutatnak, az, és pontok eszerint instabilak, mert van náluk alacsonyabb energiaszintű pálya, az és pontok stabilak.

Az öt Lagrange-pont (zölddel jelölve), két, egymás körül keringő égitesthez (például Nap: sárga, Föld: kék) viszonyítva

A Lagrange pontok mozgása a középponti égitest körül körpályán keringő kisebb tömegű égitest környezetében.

A Lagrange-pontok (librációs pontok, illetve L1, L2, L3, L4, L5 pontok) a csillagászatban a tér azon öt pontja, amelyben egy kis test két, egymás körül keringő nagyobb test együttes gravitációs vonzásának hatására azokhoz képest közelítőleg nyugalomban maradhat. Az ebben a pontban elhelyezett test helyzete fix marad a másik kettőhöz képest, ebből a szempontból hasonló a geostacionárius pályához.

## A Lagrange pontok felfedezés-története
A Lagrange-pontokat Joseph Louis Lagrange olasz-francia matematikus fedezte fel a 18. században. A Naprendszerben a stabil L4 és L5 Lagrange-pontokban lévő pályákon kering sok kisbolygó, a Nap-Jupiter rendszerben pedig a Trójai csoport. A Nap-Föld rendszer L4 vagy L5 Lagrange-pontjában keletkezett a feltételezett Theia bolygó, mely később a Földdel ütközve létrehozta a Holdat.

## Lagrange pontok a Nap-Föld rendszerben
A Földhöz képest stabilan kötött pálya sok műhold számára kedvező, ezeket a Nap-Föld rendszer Lagrange-pontjai körüli pályára (de Lissajous-pálya vagy halópálya) állítják.
Az L1, L2 és L3 pontok instabilak, az ebben a pontban lévő test csak rövidebb ideig tud megmaradni, a környezet zavaró hatásai (más testek gravitációs hatása, napszél stb.) könnyen kimozdítják onnan, ekkor a test Lissajous-pályára tér át.
Eddig 10 űrszonda mozgását tervezték úgy, hogy annak része legyen a Nap-Föld rendszer L1 és az L2 Lagrange pontja környezetében végzett mozgás. Legutóbb a két amerikai GRAIL űrszonda és a kínai Chang'e-2 űrszonda járt a Nap-Föld rendszer L pontjai közelében.
A James Webb űrtávcső a 2022 tavaszán érte el a Nap–Föld rendszer L2 pontjának környékét, ahol a Nap-Föld tengelyre merőleges keringést végez.
2023 július elsején a floridai Cape Canaveral űrközpontból fellőtték az Európai Űrügynökség (ESA) Euclid űrtávcsövét amely szintén az L2 pontból fogja vizsgálni a távoli univerzumot. Várhatóan egy hónapos út és két hónapos beüzemelés és kalibrálás után megkezdi a hat évesre tervezett munkáját: az égbolt kb. egyharmadának felmérését és több mint egy milliárd galaxis megfigyelését. Azt várják tőle, hogy az univerzum gyorsulva tágulását pontosabban megmérve válaszokat kapnak a sötét energiával és a sötét anyaggal kapcsolatban.

## A Kordylewski-féle porholdak
A Föld-Hold rendszerben is találhatóak az L4, L5 pontokban az összegyűlt anyagok, ezek 60 fokra keringenek a Hold előtt és után. Ez a rendszer mérete miatt porfelhőre korlátozódik. A porfelhők jelenlétét Kazimierz Kordylewski (lengyel csillagász, 1903-1981) vetette fel 1956-ban, majd 1966, 1973 és 1974-ben többszöri trópusi megfigyeléssel igazolta. Mivel a Hold fénye elnyomja a por derengését, a megfigyelést akkor lehetett elvégezni, amikor a Hold épp a horizont alatt volt. 2018-ban a Horváth Gábor (ELTE) által vezetett kutatócsoport polarizált szűrők segítségével ismét megfigyelte a jelenséget, és megerősítette a korábbi jelentés tartalmát.
A Kordylewski-felhők megfigyeléseiből a következő eredmények születtek:
- A felhők nem a Hold pályája, hanem az ekliptika vonalában mozognak,
- Egy hónap alatt a felhők körülbelül 10° sugarú kört írnak le a librációs alappontok körül.[7]
- Átmérőjük megközelítőleg 10°.